# Immortal Technique
Immortal Technique, de son vrai nom Felipe Andres Coronel, né le 19 février 1978 à Lima, au Pérou, est un rappeur américain d'origine péruvienne. Rappeur engagé, la plupart de ses textes sont axés sur des faits politiques et sociaux tels que la pauvreté et le racisme, ou encore les attentats du 11 septembre 2001. 
Immortal Technique est aussi cofondateur de l'association G.A.ME (Grassroots Artists MovEment), qui propose diverses aides aux artistes débutants.

## Biographie

### Jeunesse
Coronel est né dans un hôpital militaire de Lima, au Pérou. Sa famille émigre à Harlem, New York, en 1980,, à cause de l'insécurité qui régnait dans son pays d'origine. Adolescent, il est appréhendé à de multiples reprises par la police, à cause de ce qu'il appelle un comportement « égoïste et puéril ». Il étudie à la Hunter College High School de Manhattan. Peu après s'être inscrit à la Pennsylvania State University, il est accusé d'agression envers d'autres étudiants lors d'une altercation,.

### Carrière
Coronel est connu notamment pour sa chanson Dance with the Devil ainsi que pour le brûlot Bin Laden dans lequel, il accuse l'Administration Bush d'avoir participé aux attentats du 11 septembre 2001. Cette chanson, produite par DJ Green Lantern, existe en deux versions : la version originale avec Mos Def et Eminem est sortie en 2004, sur la mixtape d'Eminem, Shade 45: Sirius Business. Un remix avec Chuck D de Public Enemy et KRS-One est sorti en 2005 sur un vinyl d'Immortal Technique.
Il est aussi présent sur le morceau Démocratie fasciste (Article 4) en featuring avec Rockin' Squat sur son album Confession d'un enfant du siècle volume 2. 
Il est vice-président du label indépendant Viper Records et refuse de signer avec une major pour pouvoir garder sa direction artistique.

## Discographie

### Albums studio
- 2001 : Revolutionary Vol. 1
- 2003 : Revolutionary Vol. 2
- 2008 : The 3rd World

### Compilation
- 2011 : The Martyr

### Mixtapes
- 2005 : BlackCargo[5]
- 2006 : The 1st Passage[6]